# 臭化スズ(II)
臭化スズ(II)(Tin(II) bromide)は、スズと臭素からなる化学式SnBr2の化合物である。スズの酸化状態は、+2である。この酸化状態のスズ化合物の安定性は、不活性電子対効果のためである。

## 構造と結合
気相の臭化スズ(II)は、気相の塩化スズ(II)と似た非線形の屈曲型である。Br-Sn-Br角は95°、Sn-Br結合の長さは255 pmである。気相では、二量化しているという証拠がある。固相の構造は、塩化スズ(II)や塩化鉛(II)と似て、スズ原子がおおよそ三方両錐形分子構造で、5つの臭素原子と隣り合っている。

## 合成
金属スズと臭化水素を反応させてH2O/HBrで蒸留し、冷却することで得られる。
Sn + 2 HBr → SnBr2 + H2
しかし、酸素の存在下では、臭化スズ(IV)ができる。

## 反応
アセトン、ピリジン、ジメチルスルホキシド等の供与性溶媒に溶け、三角錐型の付加物を生成する。
2SnBr2・H2O、3SnBr2・H2O、6SnBr2・5H2O等の多くの水和物が知られており、固相では、スズ原子に歪んだ三角錐型の6つの臭素原子が配位しており、1つか2つの面は臭素原子または水分子で覆われている。臭化水素に溶けると、錐型のSnBr3-イオンが形成する。また、塩化スズ(II)と同様、還元剤である。
様々な臭化アルキルの酸化付加反応が生じ、三臭化アルキルスズが生じる。例えば、
SnBr2 + RBr → RSnBr3
また、臭化スズ(II)はルイス酸として働き、供与基分子との付加物を作る。例えば、トリメチルアミンと反応して、NMe3・SnBr2や2NMe3・SnBr2を形成する。
また、供与基と受容基の両方として働くこともある。例えば、錯体F3B・SnBr2・NMe3中では、三フッ化臭素に対して供与基、トリメチルアミンに対して受容基として働く。